# Шелковская (станция)
Шелковска́я — железнодорожная станция Грозненского региона Северо-Кавказской железной дороги, находящаяся в станице Шелковской Шелковского района Чеченской республики. Расположена на линии Червлённая-Узловая — Кизляр.

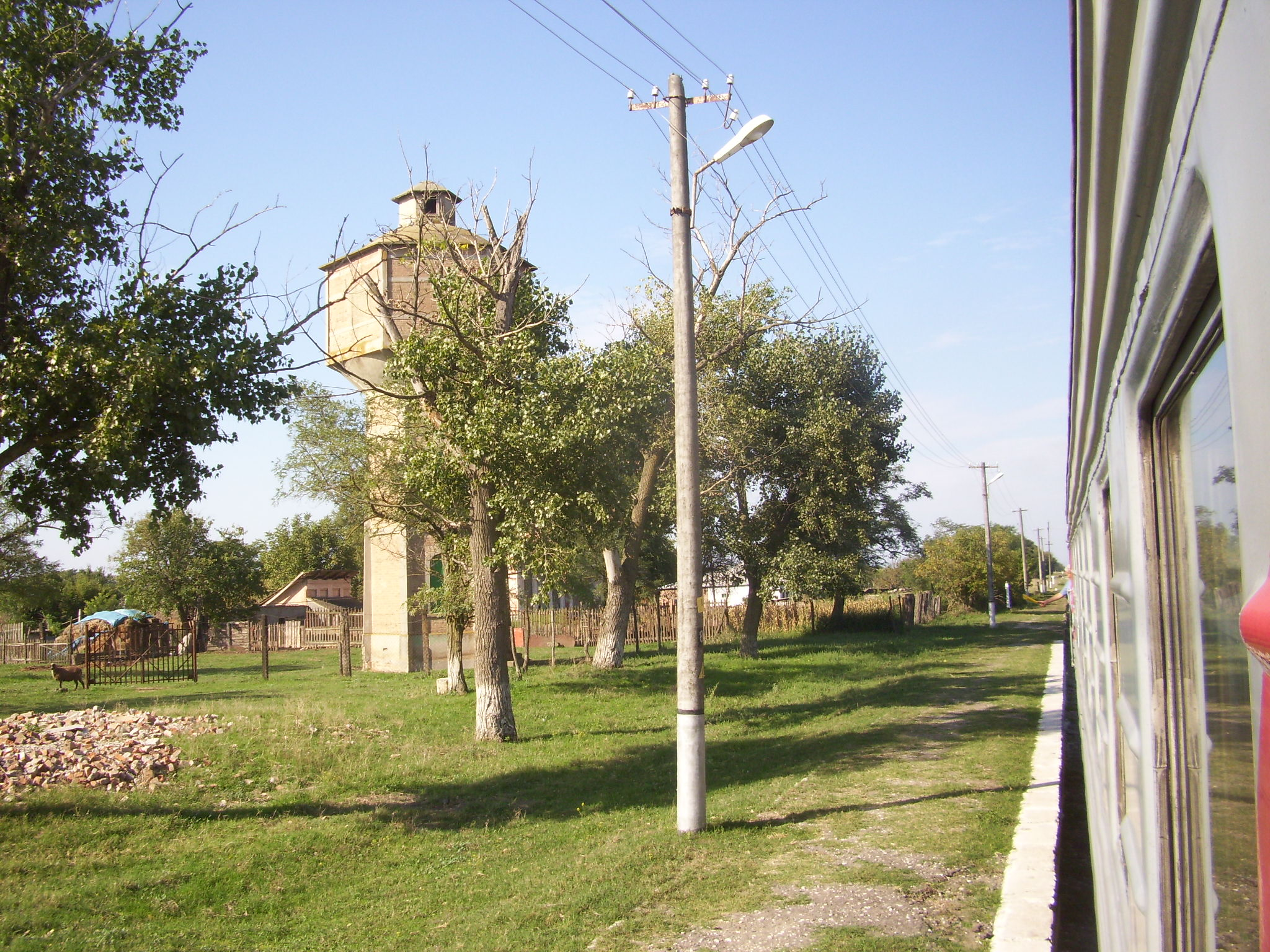
Платформа и водонапорная башня дореволюционной постройки на станции Шелковская. Вид в сторону Червлённой-Узловой. 2011 год

## История
Станция открыта в 1915 году в составе участка Червлённая-Узловая — Кизляр. До начала Первой Чеченской войны на станции производилось скрещивание поездов, следующих по линии Астрахань — Гудермес.
В 1994 — 1995 годах в связи с началом военных действий и нестабильностью политической обстановки в Чечне движение поездов через станцию было прекращено.
В 2000 году станция возобновила свою работу, через неё  восстановлено пассажирское и грузовое движение.

## Описание
Станция состоит из двух путей, из которых в связи с малодеятельностью линии Червлённая-Узловая — Кизляр активно используется только один. Вокзал восстановлено в 2000 году, открыт для пассажиров. На станции сохранилась водонапорная башня. На первом пути расположена боковая пассажирская платформа. Подъездные пути отсутствуют.

## Деятельность
С 2000 года станция работает только для пассажирских операций. В 2000 — 2003 годах через станцию проходил пригородный поезд Кизляр — Гудермес. На сегодняшний день пригородное сообщение по станции отсутствует.

## Дальнее следование по станции
| № поезда | Маршрут движения    | № поезда | Маршрут движения    |
| -------- | ------------------- | -------- | ------------------- |
| 301      | Волгоград — Грозный | 302      | Грозный — Волгоград |